# (29682) 1998 XR48
A (29682) 1998 XR48 a Naprendszer kisbolygóövében található aszteroida. A LINEAR projekt keretében fedezték fel 1998. december 14-én.